# Rachel Douglas-Home, 27. Baroness Dacre
Rachel Leila Douglas-Home, 27. Baroness Dacre (geborene Brand, * 24. Oktober 1929; † 25. Dezember 2012) war eine britische Politikerin.
Sie war die Tochter von Thomas Brand, 4. Viscount Hampden, 26. Baron Dacre und Leila Emily Seely, einer Enkelin von Sir Charles Seely, 1. Baronet, und eine Ur-Ur-Enkelin von John Russell, 6. Duke of Bedford. Sie selbst war eine Urenkelin des William Montagu Douglas Scott, 6. Duke of Buccleuch und demnach eine direkte Nachfahrin König Karls II.
Am 26. Juli 1951 heiratete sie den Dramatiker Hon. William Douglas-Home (1912–1992), Sohn des 13. Earl of Home, den jüngeren Bruder des späteren Premierministers und 14. Earl of Home, Alec Douglas-Home. William Douglas-Home hatte im Zweiten Weltkrieg den Befehl zur Bombardierung Le Havres verweigert, bevor nicht zuvor die Zivilbevölkerung evakuiert sei, und wurde zu einem Jahr Gefängnis verurteilt. Sie hatten vier Kinder:
- James Thomas Archibald Douglas-Home, 28. Baron Dacre (1952–2014), ⚭ Christine Stephenson;
- Hon. Sarah Douglas-Home (* 1954), ⚭ Nicholas Dent;
- Hon. Gian Leila Douglas-Home (* 1958);
- Hon. Dinah Douglas-Home (* 1964), ⚭ Harry Marriott.

Beim Tod ihres Vaters 1965 erbte dessen Titel Viscount Hampden mangels männlicher Nachkommen dessen jüngerer Bruder David Francis Brand. Der ältere väterliche Titel Baron Dacre trat hingegen in den Zustand der Abeyance zwischen ihr und ihrer jüngeren Schwester Tessa Mary Ogilvie Thompson (* 1934). Der Zustand wurde 1970 zu ihren Gunsten beendet, so dass sie aus eigenem Recht 27. Baroness Dacre wurde, womit ein erblicher Sitz im House of Lords verbunden war. Sie nahm ihren Sitz auf Seiten der Labour Party ein. Ihre Antrittsrede vor dem Parlament hielt sie am 23. Februar 1989. Mit Inkrafttreten der Reformen des House of Lords Act 1999 verlor sie am 11. November 1999 ihren erblichen Parlamentssitz.